# Venerdì santo
Il Venerdì santo è il venerdì che precede la Pasqua cristiana. In questo giorno i cristiani commemorano la passione e la crocifissione di Gesù Cristo. Questa ricorrenza viene osservata con speciali pratiche e riti dai fedeli di molte confessioni cristiane.

## Nel cattolicesimo
Come nel Mercoledì delle ceneri, i fedeli dai 14 anni di età in su sono invitati all'astinenza dalla carne (sono ammessi uova e latticini), e quelli dai 18 ai 60 anni al digiuno ecclesiastico, che consiste nel consumare un solo pasto (pranzo o cena) durante la giornata (è ammessa, oltre a questo, una piccola refezione). Il digiuno si compie in segno di penitenza per i peccati di tutti gli uomini, che Gesù è venuto a espiare nella passione, e assume inoltre il significato mistico di attesa dello Sposo, secondo le parole di Gesù (Matteo 9,15); lo Sposo della Chiesa, cioè Cristo, viene tolto dal mondo a causa del peccato degli uomini, ma i cristiani sono invitati a preparare con il digiuno l'evento del suo ritorno e della liberazione dalla morte; questo evento si attua nel memoriale della sua risurrezione la domenica di Pasqua.

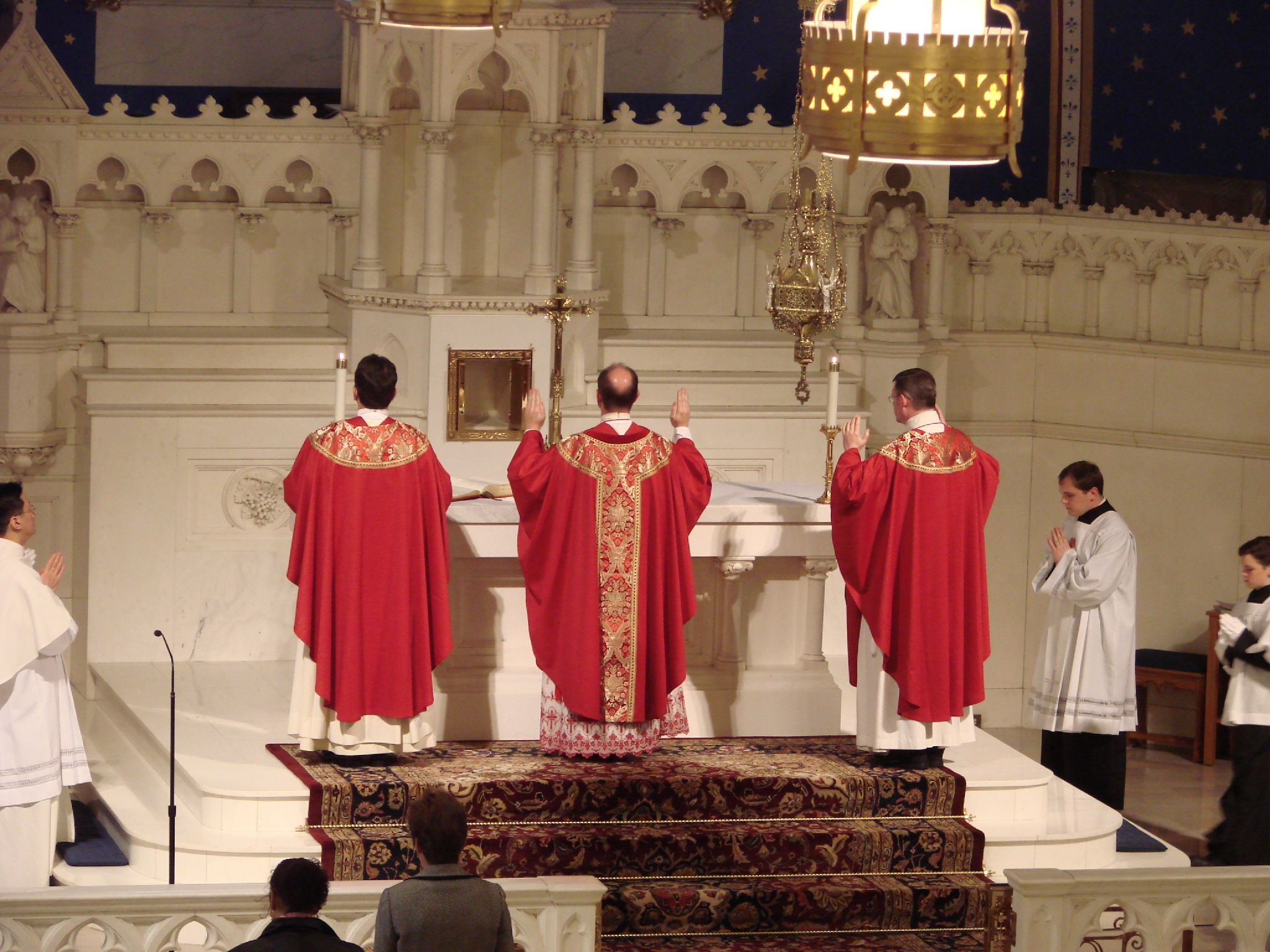
L'azione liturgica della Passione del Signore concelebrata nella chiesa di Nostra Signora di Lourdes a Filadelfia

Il Venerdì santo è giorno aliturgico: non viene celebrata la messa. L'azione liturgica della Passione del Signore (in Passione Domini), si articola in tre parti:
1. la liturgia della Parola, composta di diverse letture (compresa la lettura della Passione) e dalla solenne preghiera universale,
2. l'adorazione della santa Croce;
3. invece della liturgia eucaristica si distribuisce la Comunione consacrata il giorno precedente, nella messa vespertina in Cena Domini del giovedì santo, in cui si ricorda l'ultima cena del Signore con i discepoli e il tradimento di Giuda.

La celebrazione della messa è esclusa nel rito romano anche il Sabato santo. Nel rito ambrosiano è esclusa anche tutti i venerdì della quaresima. Nel rito bizantino sono esclusi tutti i giorni feriali dello stesso periodo, nei quali si celebra invece la "liturgia dei doni presantificati".
L'azione liturgica del Venerdì santo inizia nel silenzio, come si era chiusa quella del giorno precedente e come si apre quella della veglia della Pasqua, quasi a sottolineare come il Triduo pasquale sia un'unica celebrazione per i cristiani.
Solitamente, poi, in ogni parrocchia si effettua la Via Crucis o più in generale la processione devozionale con il crocifisso, le statue del Cristo morto e della Madonna addolorata, o le statue che rappresentano i misteri, ossia le stazioni della Via Crucis. Il papa celebra quest'ultimo rito presso il Colosseo.

### Le campane il Venerdì santo
Le campane, che tradizionalmente richiamano i fedeli alla celebrazione dell'eucaristia, in segno di lutto il Venerdì santo non suonano.
- Secondo il rito romano le campane suonano per l'ultima volta la sera del giovedì santo, e precisamente al canto del Gloria della messa vespertina, per poi tornare a suonare a festa durante la veglia pasquale, sempre al canto del Gloria, come segno dell'annuncio dei cristiani della resurrezione di Gesù.
- Nel rito ambrosiano, invece, le campane suonano sino all'annuncio della morte del Signore (le tre del pomeriggio del Venerdì santo) e tacciono fino alla veglia pasquale.

### Nella tradizione popolare italiana

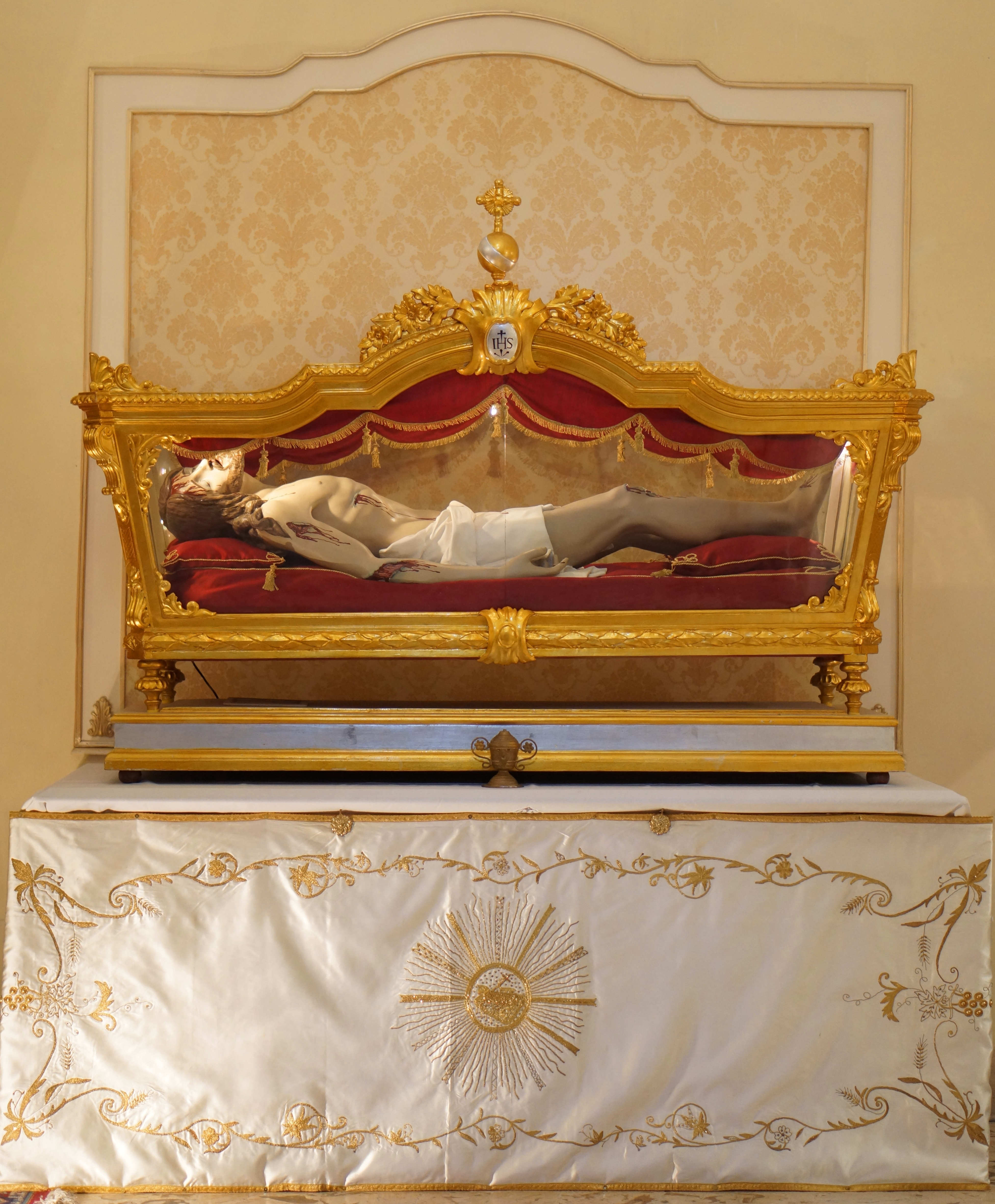
Cristo morto di autore ignoto del 1850, si porta in processione il Venerdì santo a Catenanuova (EN)

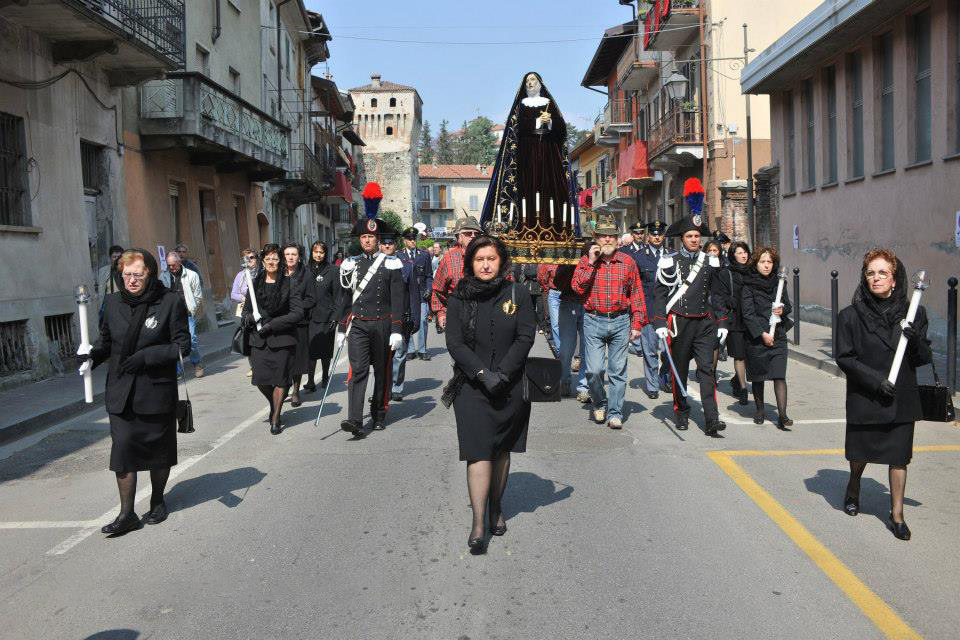
Processione mattutina della Madonna Addolorata durante le Sacre Rappresentazioni del Venerdì Santo di Romagnano Sesia

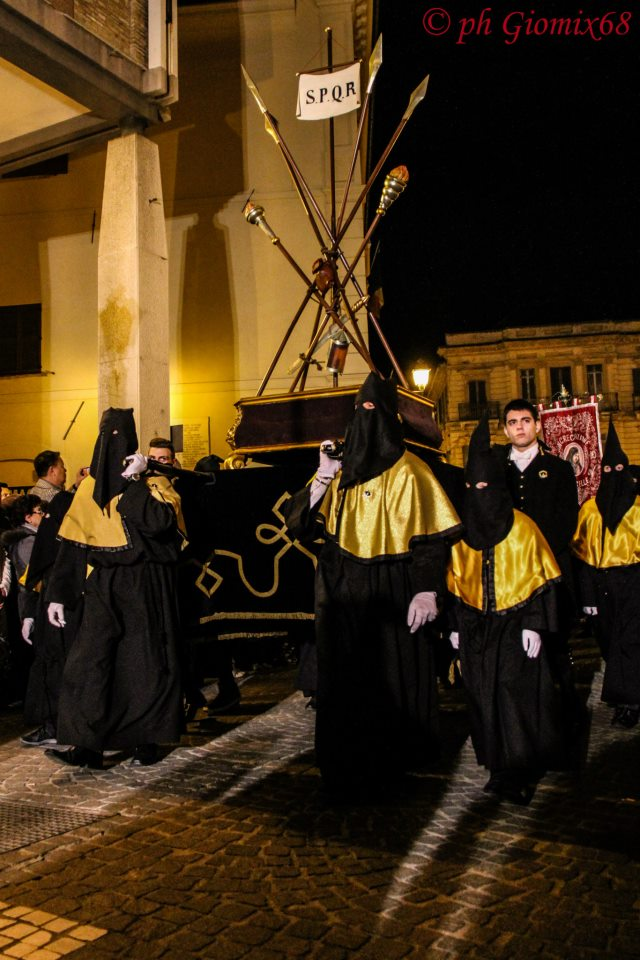
Processione del Cristo morto a Chieti

In Piemonte risiede una delle più antiche rappresentazioni del Venerdì Santo, una reliquia vivente del passato, risalente a tre secoli fa, che si svolge durante la Settimana Santa, con cadenza biennale, a Romagnano Sesia, in provincia di Novara.
In Abruzzo, a Chieti, si svolge quella che è ritenuta la più antica Processione del Cristo Morto in Italia (secondo la tradizione dall'842), al tramonto, tra tripodi accesi di fiamma e le struggenti note del miserere di Saverio Selecchy di quasi quattrocento tra musici e cantori; senza eccezioni, da oltre quattro secoli, l'organizzazione è a cura dell'Arciconfraternita del Sacro Monte dei Morti. 
Sempre in territorio abruzzese molto evocative sono la Processione della Settimana Santa di Teramo, la Processione degli Incappucciati di Lanciano, sotto la storica organizzazione dell'Arciconfraternita Morte e Orazione (1608), e la processione della Settimana Santa di Sulmona.
In Campania, in Penisola sorrentina, in Sant'Agnello, si svolge l'antica processione del “Cristo Morto”, al tramonto, tra tripodi accesi di fiamma, il coro di voci bianche "Deh Popoli", forte di circa centoquaranta piccoli cantori, e le struggenti note del miserere gregoriano con quasi duecento cantori; senza eccezioni, da oltre tre secoli e mezzo, l'organizzazione è a cura della Venerabile Arciconfraternita del Gonfalone dei Santi Prisco e Agnello.
In Molise, a Campobasso, già dal 1626, anno della sua istituzione, si svolge la calorosa e devota processione del Cristo morto e della Madonna Addolorata. La manifestazione religiosa è una delle due manifestazioni in cui i campobassani si sentono più partecipi, soprattutto emotivamente. Il lungo e mesto corteo, che chiama a sé tutta la città, si muove nel pomeriggio dall'antica chiesa di Santa Maria della Croce, per poi snodarsi dapprima nel centro storico, arrivando fin quasi ai piedi del Castello Monforte e, successivamente, giunge nella zona murattiana e moderna della città, dove attende la tradizionale sosta al carcere di via Cavour, a cui seguono una preghiera scritta dai detenuti e una breve riflessione dell'arcivescovo di Campobasso-Boiano; passando poi come ultimo tragitto sul lungo corso comunale stracolmo di persone, la processione fa quindi ritorno nella chiesa da dove era partita. La scelta dell'orario pomeridiano non è casuale, volendo altresì ricordare il momento in cui avvenne il trapasso di Gesù Cristo.
La peculiarità di questa cerimonia è quella di avere all'interno un coro di circa settecento persone, il quale durante il lungo percorso, abbraccia e commuove l'intera comunità campobassana con lo struggente e coinvolgente canto del Teco vorrei, composizione di inizio Novecento del maestro campobassano Michele De Nigris su versi di Pietro Metastasio. Tale espressione musicale vuol essere, in un certo qual modo, anche il prosieguo di quella tradizione che era già presente tra le antiche confraternite cittadine dei Crociati e i Trinitari nel XVI secolo, i quali, a seguito della malinconica teoria mattutina, intonavano il Lamento della Madonna Santissima. 
In Sicilia, in particolare a Palermo, Assoro, Trapani, Caltanissetta,
Viagrande, Erice, Troina, il Venerdì santo è uno dei giorni più particolari dell'anno. Vengono fusi liturgia e folclore: vengono effettuate delle vere e proprie rievocazioni del giorno della morte di Gesù. Un esempio possono essere gli "incontri" tra le statue di Gesù e della Madonna prima che avvenga la crocefissione. Le processioni sono sempre accompagnate delle marce funebri delle bande musicali e soprattutto dai "lamenti" (a Caltanissetta eseguite dai fogliamari).
In Friuli Venezia Giulia, viene fatta nei paesi di Erto, Vinaio, Sesto al Reghena, Cicconico di Fagagna, e in anni passati a Santa Margherita del Gruagno, la "Sacra rappresentazione vivente della via crucis".

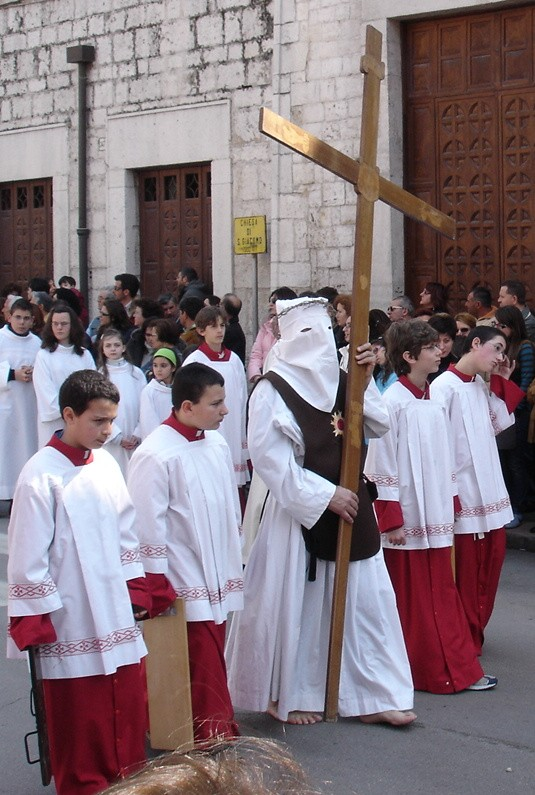
Processione devozionale di Venerdì santo a Barletta

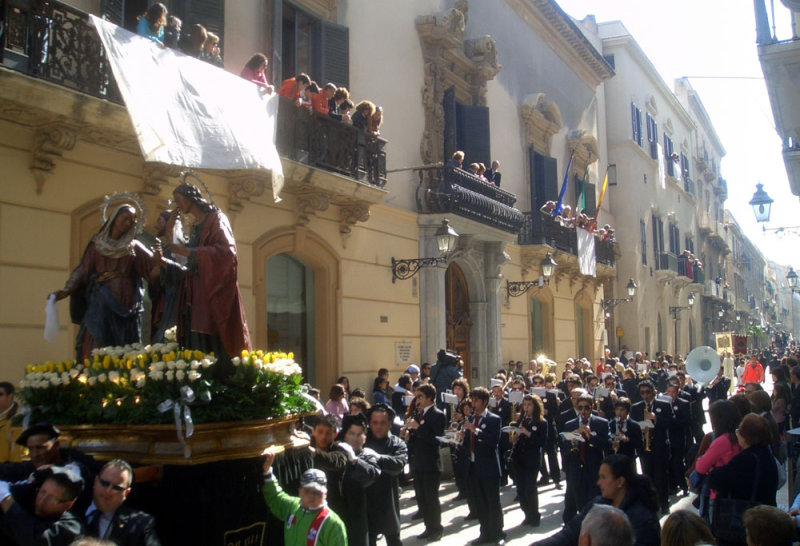
La processione dei Misteri di Trapani

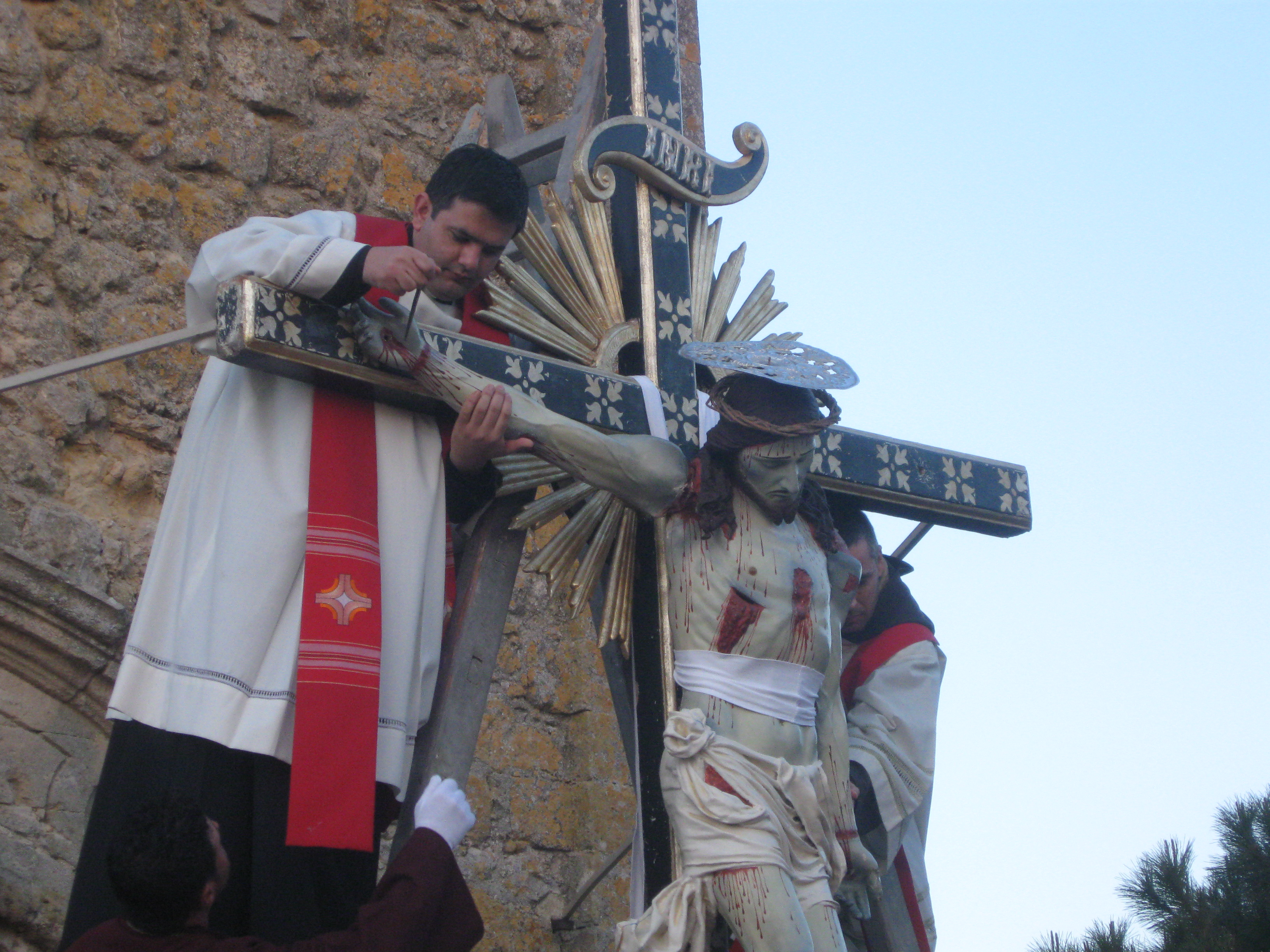
Licodia Eubea, l'antica tradizione della crocifissione sul monte Calvario per la sera del Venerdì santo, uno dei momenti più sentiti dell'antica settimana santa di Licodia

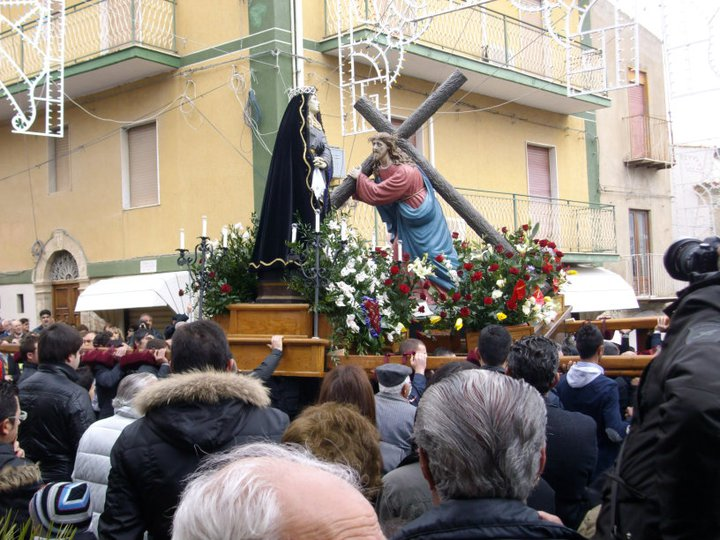
L'incontro tra Gesù redentore e la Madonna addolorata. Castrofilippo, provincia di Agrigento

## Nomi nelle varie lingue
Il Venerdì santo viene chiamato in modi differenti nelle varie lingue.
| Lingua     | Nome                 | Significato letterale       |
| ---------- | -------------------- | --------------------------- |
| Ceco       | Velký Pátek          | Grande venerdì              |
| Croato     | Veliki Petak         | Grande venerdì              |
| Danese     | Langfredag           | Venerdì lungo               |
| Finlandese | Pitkäperjantai       | Venerdì lungo               |
| Estone     | Suur reede           | Grande venerdì              |
| Francese   | Vendredi saint       | Venerdì santo               |
| Inglese    | Good Friday          | Venerdì buono               |
| Irlandese  | Aoine an Chéasta     | Venerdì della Crocifissione |
| Lettone    | Lielā Piektdiena     | Grande venerdì              |
| Lituano    | Didysis Penktadienis | Grande venerdì              |
| Maltese    | Ġimgħa l-Kbira       | Grande venerdì              |
| Polacco    | Wielki Piątek        | Grande venerdì              |
| Portoghese | Sexta-Feira Santa    | Venerdì santo               |
| Serbo      | Велики Петак         | Grande venerdì              |
| Slovacco   | Veľký piatok         | Grande venerdì              |
| Spagnolo   | Viernes Santo        | Venerdì santo               |
| Svedese    | Långfredagen         | Venerdì lungo               |
| Tedesco    | Karfreitag           | Venerdì di lamentazione     |
| Olandese   | Goede Vrijdag        | Venerdì buono               |
| Ungherese  | Nagypéntek           | Grande venerdì              |